# Dipartimento di Mayo-Louti
Il dipartimento di Mayo-Louti è un dipartimento del Camerun nella Regione del Nord.

## Comuni
Il dipartimento è suddiviso in 3 comuni:
- Figuil
- Guider
- Mayo-Oulo